# Trans-Val-de-Marne
Trans-Val-de-Marne (TVM) to nazwa handlowa autobusowej linii nr 14 kursującej między podparyskimi gminami Rungis i Créteil w departamencie Val-de-Marne. Ze względu na swój charakter głównej autobusowej linii łączącej gminy departamentu, jest ona promowana pod tą nazwą. Linia istnieje od 1993 r.
TVM przebiega na terenie 5 gmin: Saint-Maur-des-Fossés, Créteil, Choisy-le-Roi, Thiais i Chevilly-Larue, obsługuje 22 przystanki i przewozi rocznie 16 500 000 pasażerów.
Planowane jest przedłużenie linii TVM w 2007 r. na wschód do La Croix-de-Berny w departamencie Hauts-de-Seine oraz rozważa się też przedłużenie linii na zachód do dworca linii A kolei RER w Noisy-le-Grand Mont d'Est.
Linia jest obsługiwana przez RATP – zajezdnię Thiais - autobusami typu Renault Agora L.

## Przystanki (połączenia przesiadkowe)
1. Gare de Saint-Maur - Créteil (RER linia A, autobusy RATP 107,111,112,306 i Noctilien N35)
2. Pont de Créteil (autobusy RATP 107,111,112 i Noctilien N35)
3. Hôpital intercommunal de Créteil (autobusy RATP 317 i Noctilien N35)
4. Église Saint-Christophe (Créteil) (autobusy RATP 104,217,317 i Noctilien N32,N35)
5. Créteil - Université (metro linia 8, autobusy RATP 181,281,317, Noctilien N32 i OPTILE)
6. La Haye aux Moines (autobusy RATP 117,181,281,308, Noctilien N32 i OPTILE)
7. Préfecture du Val-de-Marne (autobusy Noctilien N32 oraz OPTILE)
8. Base de Loisirs de Créteil (autobusy Noctilien N32 oraz OPTILE)
9. Pompadour (autobusy RATP 393, Noctilien N32 oraz OPTILE)
10. Parc Interdépartemental des Sports (autobus RATP 393)
11. Marcelin Berthelot (autobus RATP 393)
12. Pasteur (autobus RATP 393)
13. Gare de Choisy-le-Roi (RER linia C, autobusy RATP 103,182,393,396 oraz Bord de l'Eau 3 i 9)
14. Rouget de Lisle (autobusy RATP 183,393,396, Noctilien N31 i N131)
15. René Panhard (Noctilien N31)
16. Victor Basch (Noctilien N31)
17. Bas Marin (Noctilien N31)
18. Alouettes (autobusy RATP 292 i Noctilien N31)
19. La Belle Épine (autobusy RATP 292 i Noctilien N31)
20. Le Cor de Chasse (autobusy RATP 185,192,285,292,319,396 i Noctilien N22, N31)
21. Porte de Thiais (autobusy RATP 185,192,292,319,396 i Noctilien N22)
22. Marché de Rungis International (autobusy RATP 185,192,216,292,319 i Noctilien N22, N131)

## Ważniejsze punkty na trasie
- Targ Rungis
- Centrum handlowe Belle Épine
- Parc Départemental des sports de Choisy-le-Roi
- nabrzeża Sekwany
- Jezioro Créteil
- Prefektura w Créteil
- Centrum handlowe w Créteil Soleil
- nabrzeża Marny

## System informacji pasażerskiej
W październiku 2003, linię wyposażono w system informacji pasażerskiej w czasie rzeczywistym. Zastąpił on system Alexis, funkcjonujący od 1993 r.